# Джозеф Ґілґан
Джозеф Вільям Гілґан (народився 9 березня 1984) — англійський актор і продюсер, відомий кількома ролями, включно з ролями Вінні О'Ніла в серіалі Sky Max Без копійки, який він також створив, Маркуса в Голіокс, Елі Дінгла в ITV мильної опери Еммердейл, Джеймі Армстронга в довгостроковій мильній опері Вулиця координації, Вуді у фільмі «Це Англія» (2006) і його подальших серіалів, а також Руді Вейда в «Покидьках ». З 2016 по 2019 рік він знімався в телевізійній адаптації коміксу Vertigo Проповідник від AMC в ролі ірландського вампіра Кессіді . 

## Раннє життя
Гілган народився в Чорлі, графство Ланкашир, у родині Джудіт та Ендрю Гілганів. Він виріс у Рівінгтоні, Ланкашир, як частина робітничої сім’ї разом зі своїми двома молодшими сестрами, Дженні Седдон і Розі Томсон.  Гілган відвідував початкову школу Рівінгтона Вірджинія та середню школу Саутлендс . У нього дислексія та СДУГ, які він описує як «найбільший біль [його] життя», і в інтерв’ю відкрито говорив про депресію та тривогу.  Він почав займатися драматичними майстернями у віці восьми років, дотримуючись порад педагогічного психолога, і був описаний як «винятковий талант». Він також навчався в Театральній школі Лейн Джонсон і Олдемській театральній майстерні .  Коли йому було 10, він отримав свою першу телевізійну акторську роль у фільмі «Вулиця коронації» . Він залишався в шоу до тринадцяти років.
Гілган навчався на рівні A-Levels у коледжі Раншоу.  Окрім випадкових заробітків і кількох ролей у невеликих театральних постановках, Гілґан працював штукатуром, поки не повернувся до повного робочого дня з Еммердейлом у 2006 році.

## Кар'єра

### 1994–2006: Початок кар’єри
Будучи дитиною-актором, Гілґан зіграв маленького нерозумного Джеймі Армстронга у фільмі «Вулиця коронації» між 1994 і 1997 роками. Він залишив мило, коли актриса, яка грала його матір на екрані, покинула шоу. Гілґан знову відвідав знімальний майданчик у спеціальному серіалі ITV The Kids from Coronation Street у 2004 році. 1998 року, коли йому було 14 років, він представив статтю про Wish You Were Here...? де він відвідав Phantasialand, один із найбільших тематичних парків Німеччини. 
У підлітковому віці Гілґан взяв перерву, знімаючись неповний робочий день у місцевих і національних постановках, у тому числі в мюзиклі Hanky Park у Лоурі в Солфорді .   Він зіграв Чарлі Мілволла в турі вистави Borstal Boy, який отримав визнання критиків і завершився на Единбурзькому фестивалі Fringe. 
Гілґану було важко відпочити від акторської майстерності, і він сказав The Guardian у грудні 2011 року, що «[я] зійшов з довбаних рейок» і розгубився, що робити зі своїм життям. Закінчив працювати штукатуром. 

### 2006–2015: франшизаЦе АнгліятаПокидьки
Він повернувся до повної акторської діяльності у 2006 році, коли зіграв ролі схильного до проблем Елая Дінгла в довгостроковій мильній опері «Еммердейл » і добросердого скінхеда Вуді в «Це Англія», його дебюті як кіноактора. «Це Англія» вийшов у Великій Британії 27 квітня 2007 року і згодом отримав кілька нагород, включаючи BAFTA за найкращий британський фільм у 2008 році   
У 2007 році Гілган знявся разом із чемпіоном з боксу в напівсередній вазі Майклом Дженнінгсом у повнометражному документальному фільмі місцевого виробництва під назвою «Чорлі: Куди люди йдуть битися». Усі виручені кошти пішли до дитячого хоспісу Derian House, а Гілґан допоміг вручити чек.  Крім того, він з’явився в епізоді «Полювання на привидів», присвяченому Дінглу, з... веде Іветт Філдінг.
Гілган отримав відпустку з Еммердейла для знімання у британському кримінальному трилері «Гаррі Браун» 2009 року, де він зіграв наркоторговця Кенні Сомса.     10 листопада 2009 року Гілґан оголосив, що покине Еммердейл, відчуваючи, що настав правильний час рухатися далі. Востаннє він з’являвся 30 квітня 2010 року. Представник Emmerdale сказав, що програма не виключає повернення персонажа в майбутньому.  Пізніше Гілґун зазначив, що наразі не має таких планів. 

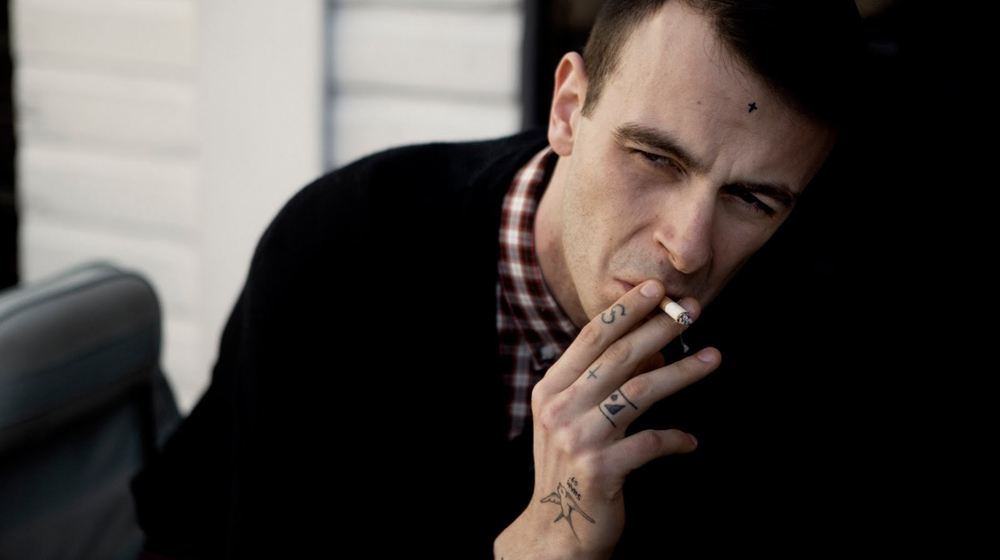
Джо Гілган на зніманні фільму «Це Англія».

Ґілґан повторив роль Вуді в трьох телевізійних серіалах Channel 4 Це Англія під назвою This Is England '86 .  і This is England '88  і This Is England '90, які вийшли в ефір у вересні 2010, грудні 2011 і 2015 відповідно. 2010 року сценарист і режисер «Це Англія» Шейн Медоуз запропонував Гілгану знятися в кліпі Пола Фрейзера на пісню «Dead American Writers» Tired Pony. 
9 травня 2011 року було оголошено, що Гілґан отримав роль новачка Руді Вейда в третій серії «Покидьків» . Персонаж Руді може проявляти себе клоном, який приблизно представляє його совість. Він з'явився в першому епізоді третьої серії наприкінці жовтня 2011 року  Він замінив головного персонажа Натана після відходу Роберта Шихана . Короткометражний онлайн-ролик під назвою Vegas Baby розповідав про вихід Натана Янга та прибуття Руді.  Гілґан сказав, що заміна Шихана була «страшною... Можна було подумати, що це буде повна біда, як бути новим і таке інше, і Роб робить таку хорошу роботу». 
У наступні роки Гілґан з'явився в американському науково-фантастичному фільмі 2012 року «Напролом», співавтором сценарію та продюсером якого був Люк Бессон і з Гаєм Пірсом у головній ролі , у серіалі BBC 2013 року «Вулиця Різника» як персонаж типу Фейгіна, Кармайкл, а також зіграв головну роль у двох останніх серіях серіалу Misfits .  Він з'являється в музичному кліпі "Tiny Legs" від Then Thickens, що вийшов 2014 року. Будучи друзями з декількома учасниками гурту з дитинства навколо Чорлі, Джо погодився знятися у відео. Це передбачало, серед іншого, його макіяж, борошно та яйця, нанесені на його обличчя, і знадобилося кілька безладних прийомів, щоб отримати правильний результат. 
У 2015 році Гілган зіграв Еллік у фільмі Брека Айснера «Останній мисливець на відьом»  разом із Майклом Кейном, Віном Дізелем та Елайджею Вудом.

### 2015–дотепер: Продовжує роботу на телебаченні
У березні 2015 року Гілган отримав роль наркозалежного ірландського вампіра Кессіді, одного з головних героїв серіалу AMC «Проповідник» .  Говорячи про кастинг Гілгана, виконавчий продюсер Preacher Сет Роген сказав: «Це одна з тих речей, які трапляються лише кілька разів у вашій кар’єрі, коли ви просто кажете: «О, це ти. Ти персонаж, який написаний на сторінці»... Ви можете сказати, що Джо прожив 100 життів, і він, мабуть, зробив якесь лайно, про яке ви не хотіли б чути, але в той же час він один із найвеселіших, люблячих людей, які будь-коли були поруч. І це було саме те, що мав бути персонаж». 
Навесні 2015 року Гілган зняв пілотний епізод «Проповідника», а також «Афера під прикриттям», кримінальний трилер 2016 року з Браяном Кренстоном у головній ролі.
Гілґан був частиною основного акторського складу всіх чотирьох серій «Проповідника», прем’єра яких відбулася 22 травня 2016 року і завершилася 29 вересня 2019 року. Крім того, Гілган також був виконавчим продюсером шоу, продюсувавши половину його третьої серії та всю четверту.
У 2019 році Гілґан створила, стала виконавчим продюсером і знялася в комедійному серіалі Без копійки. Гілган виконує роль Вінні, дрібного злочинця з робітничого класу, який живе в Північній Англії . Прем'єра шестисерійного серіалу відбудеться 22 серпня 2019 року. Серіал був добре оцінений і отримав другу серію оновлення до виходу першої серії.   Третя серія шоу вийшла в ефір у жовтні 2021 року. Знімання 4-ї серії Без копійки стартували в серпні 2021 року  У серпні 2021 року, перед виходом третьої серії, почалися знімання четвертої, прем’єра якої відбулася 7 вересня 2022 року. У серпні 2022 року серіал було продовжено на п’яту серію та розпочато знімання того ж місяця до прем’єри у 2023 році.

## Особисте життя
Гілґан налагодив тісні стосунки зі своїми колегами по фільму «Це Англія», називаючи їх в інтерв’ю «бандою». 
Він відкрився в подкастах і різних медіа-джерелах про свій біполярний розлад і вплив, який він мав на його життя. Він заявив, що багато історій у шоу Без копійки засновані на його житті.  

## Фільмографія

### Кіно
| рік      | Назва                        | роль                  | Примітки              |
| -------- | ---------------------------- | --------------------- | --------------------- |
| 2006 рік | Це Англія                    | Річард «Вуді» Вудфорд |                       |
| 2009 рік | Гаррі Браун                  | Кеннет «Кенні» Сомс   |                       |
| 2010 рік | Вершина діапазону            | Джо                   | Короткий (10 хвилин)  |
| 2011 рік | Прикрутив                    | Карл                  |                       |
| 2012 рік | Напролом                     | Хайделл               |                       |
| 2013 рік | Теніс                        | Джері                 | Короткий (23 хвилини) |
| 2014 рік | Гордість                     | Майк Джексон          |                       |
| 2015 рік | Останній мисливець на відьом | Елік                  |                       |
| 2016 рік | Афера під прикриттям         | Домінік               |                       |

### Телебачення
| рік            | Назва                    | роль                  | Примітки                                    |
| -------------- | ------------------------ | --------------------- | ------------------------------------------- |
| 1994–1997 роки | Вулиця Коронації         | Джеймі Армстронг      | Регулярний серіал (107 серій)               |
| 1998 рік       | Хотів би ти бути тут...? | Гість ведучий         | Гість                                       |
| 2004 рік       | Голіокс                  | Маркус                | Гість                                       |
| 2005 рік       | Безсоромний              | Ріко                  | 2 сезон, 2 епізод                           |
| 2005 рік       | Велика Ведмедиця         | Карл                  | Телевізійний фільм                          |
| 2006 рік       | Відсортовано             | Автомеханік           | 1 сезон, 5 серія                            |
| 2006–2010 роки | Емердейл                 | Елі Дінгл             | Регулярний серіал (400 серій)               |
| 2010 рік       | Це Англія '86            | Річард «Вуді» Вудфорд | Серіал (4 серії)                            |
| 2011 рік       | Це Англія '88            | Річард «Вуді» Вудфорд | Серіал (3 серії)                            |
| 2011–2013 роки | Покидьки                 | Руді Вейд             | Серіал (серії 3–5)                          |
| 2013 рік       | Вулиця Розпушувача       | Кармайкл              | 1 сезон, 2 епізод                           |
| 2013 рік       | На підході               | Мартін                | 8 серія, 1 серія                            |
| 2015 рік       | Це Англія '90            | Річард «Вуді» Вудфорд | Серіал (4 серії)                            |
| 2016–2019 роки | Проповідник              | Кессіді               | Головний герой, а також виконавчий продюсер |
| 2019–тепер     | Без копійки              | Вінсент «Вінні» О'Ніл | Головний герой, а також виконавчий продюсер |
|                |                          |                       |                                             |

1. 1 2  Чеська національна авторитетна база даних
2. ↑  Cooper Pretty Much Set For "Preacher". Dark Horizons. 10 квітня 2015. Архів оригіналу за 23 серпня 2015. Процитовано 12 квітня 2015.
3. ↑  Nicholson, Rebecca (11 серпня 2019). Joseph Gilgun: 'In a working-class community, often you're accepted for the oddball you've become'. The Observer (брит.). ISSN 0029-7712. Процитовано 9 квітня 2020.
4. ↑  Sarah Waterfall (30 листопада 2004). Life as a Corrie kid. Manchester Evening News. Процитовано 15 листопада 2021.
5. ↑  Chorley lad Joseph acted up and became a familiar TV face. Chorley Guardian. 11 вересня 2014. Процитовано 2 жовтня 2019.
6. ↑  Alumni. Runshaw College (брит.). Процитовано 9 квітня 2020.
7. ↑  BFI | Film & TV Database | WISH YOU WERE HERE...?[04/05/98] (1998). Ftvdb.bfi.org.uk. 16 квітня 2009. Архів оригіналу за 17 жовтня 2012. Процитовано 8 березня 2012.
8. ↑  Details. Lainemanagement.co.uk. Архів оригіналу за 23 лютого 2012. Процитовано 8 березня 2012.
9. ↑  Harry Brown. Harrybrownthemovie.co.uk. Процитовано 8 березня 2012.
10. 1 2 3  Considine, Clare (10 грудня 2011). Emmerdale misfit Joe Gilgun is most at home with the This Is England gang. The Guardian. Процитовано 1 березня 2012.
11. ↑  This Is England News, Reviews, Summary, Cast and Crew, Videos. Starpulse.com. 2 березня 2012. Архів оригіналу за 12 вересня 2012. Процитовано 8 березня 2012.
12. ↑  My Film Vault. Myfilmvault.com. Архів оригіналу за 7 жовтня 2011. Процитовано 10 серпня 2013.
13. ↑  Ifc Pictures (27 липня 2007). Down and out? Pick on someone lower | NJ.com. Blog.nj.com. Процитовано 8 березня 2012.
14. ↑  Big names star in labour of love movie (From Chorley Citizen). Chorleycitizen.co.uk. 10 жовтня 2007. Процитовано 8 березня 2012.
15. ↑  Harry Brown (2009). IMDb. Процитовано 10 серпня 2013.
16. ↑  'Emmerdale's Gilgun lands Caine movie - Emmerdale News - Soaps. Digital Spy. 6 березня 2009. Процитовано 8 березня 2012.
17. ↑  paul woods. laine management. laine management. Архів оригіналу за 17 січня 2016. Процитовано 8 березня 2012.
18. ↑  More TIFF titles for Galas and Special Presentations sections. Quietearth.us. Архів оригіналу за 6 квітня 2023. Процитовано 8 березня 2012.
19. ↑  Eli Dingle quits 'Emmerdale' - Emmerdale News - Soaps. Digital Spy. 11 листопада 2009. Процитовано 8 березня 2012.
20. ↑  [недоступне посилання з 01.03.2012]
21. ↑  Shane on This Is England spin-off. Virgin Media. Архів оригіналу за 16 липня 2012. Процитовано 10 листопада 2009.
22. ↑  Shane Meadows returns with Christmas special: This Is England '88 - Channel 4 - Info - Press. Channel 4. 30 січня 2011. Процитовано 8 березня 2012.
23. ↑  Watson, Keith (6 вересня 2010). This Is England '86 brings Shane Meadows' old gang back together. Metro. Процитовано 7 березня 2023.
24. ↑  Misfits casts Joe Gilgun as new recruit Rudy - Channel 4 - Info - Press. Channel 4. 9 травня 2011. Процитовано 8 березня 2012.
25. ↑  Misfits - Series 3 news - plus an online short - Misfits blog. E4.com. 11 квітня 2011. Архів оригіналу за 17 жовтня 2012. Процитовано 8 березня 2012.
26. ↑  Lockout (2012). IMDb. Процитовано 10 серпня 2013.
27. ↑  'Preacher' Series Gets Its Cassidy. BD. 24 березня 2015. Процитовано 24 березня 2015.
28. ↑  Celebrity News, Gossip and Photo Galleries - HuffPost Celebrity UK. Spinnermusic.co.uk. Архів оригіналу за 28 липня 2011. Процитовано 8 березня 2012.
29. ↑  Preacher Casts Cassidy – Joseph Gilgun. DC. 24 березня 2015. Процитовано 24 березня 2015.
30. ↑  'Preacher' Star Joseph Gilgun on Vampires, God, and Other Imaginary Things. Observer (амер.). 20 травня 2016. Процитовано 20 липня 2017.
31. ↑  Mangan, Lucy (22 серпня 2019). Brassic review – a tale of northern ne'er-do-wells with humour and heart to spare. The Guardian (брит.). ISSN 0261-3077. Процитовано 9 квітня 2020.
32. ↑  Will there be a series 2 of Brassic and how can you watch the first series?. Metro (англ.). 28 серпня 2019. Процитовано 9 квітня 2020.
33. ↑  Fogarty, Paul (6 жовтня 2021). Will Brassic Return For series 4? Fate of Sky Series Confirmed. HITC. Архів оригіналу за 6 жовтня 2021. Процитовано 13 листопада 2021.
34. ↑  Lord, Annie (7 травня 2020). Joe Gilgun: 'Stealing all day is hard graft'. The Independent (англ.). Архів оригіналу за 9 червня 2022. Процитовано 14 грудня 2020.
35. ↑  Krol, Charlotte (30 серпня 2019). 'Brassic' star Joe Gilgun talks "exposing" his bipolar disorder in new British comedy. NME (брит.). Процитовано 14 грудня 2020.

## Зовнішні посилання
- Джозеф Ґілґан на сайті IMDb (англ.)
- Eli Dingle at ITV/Emmerdale